# Abraham Govaerts

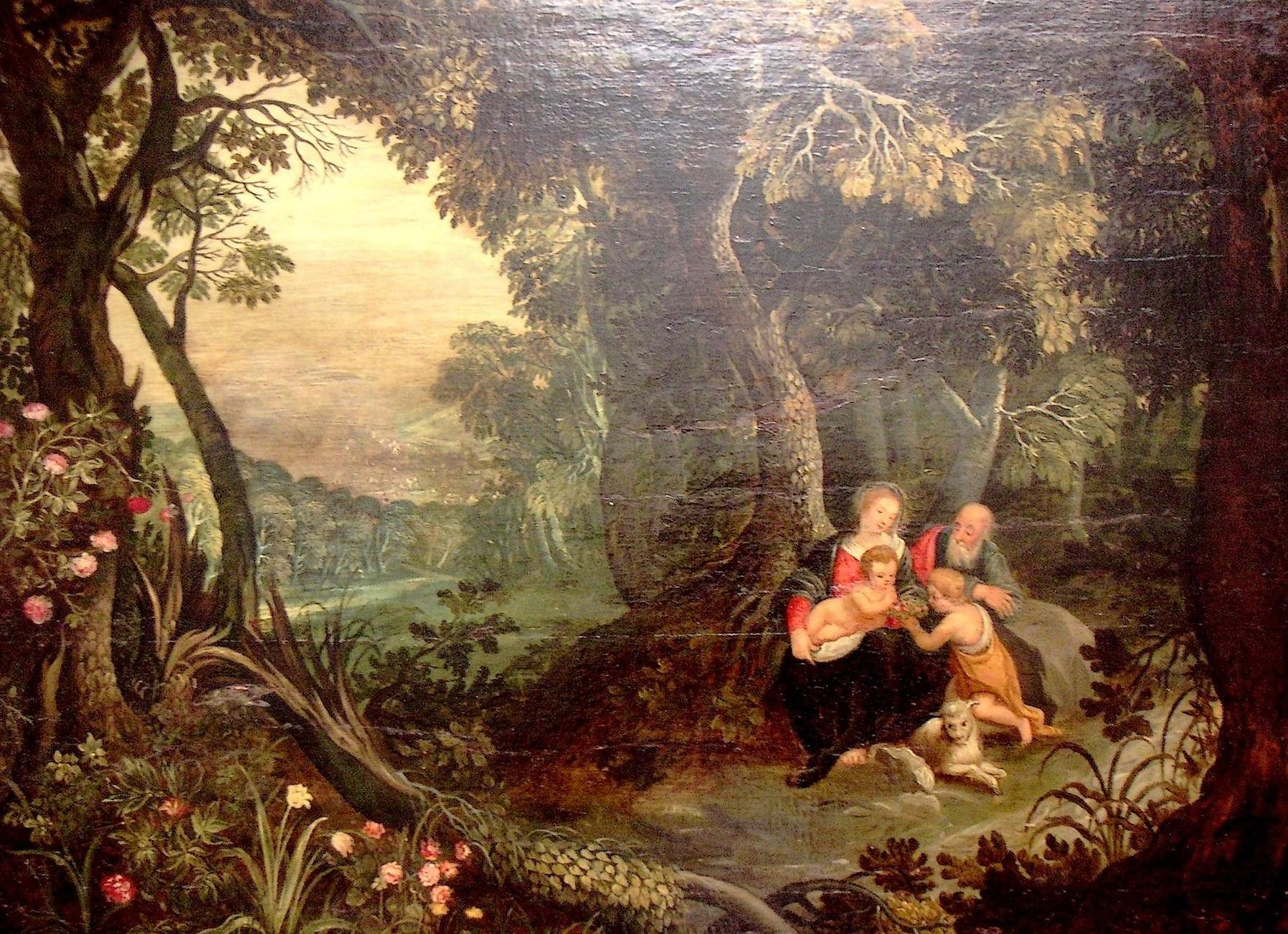
Abraham Govaerts i Frans Francken: Święta Rodzina i św. Jan Chrzciciel w lesie

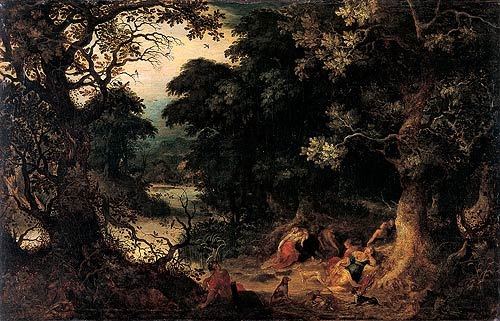
Abraham Govaerts: Leśny pejzaż z wypoczywającą Dianą. 1614

Abraham Govaerts (ochrzczony 30 sierpnia 1589 w Antwerpii, zm. 9 września 1626 tamże) – flamandzki malarz barokowy.

## Życiorys
Urodził się w rodzinie handlarza dziełami sztuki, był uczniem Jana Brueghla starszego, na przełomie lat1607/1608 został mistrzem gildii św. Łukasza. Posiadał dwa domy w Antwerpii i od 1622 był żonaty z Isabellą Gillis, z którą miał dwie córki.
Malował głównie pejzaże leśne, które były wzbogacane kompozycjami figuralnymi malowanymi przez innych artystów, takich jak Hendrick de Clerck, Frans i Hieronymus Franckenowie. Jego prace odznaczały się wielką dbałością o szczegóły, bogactwem efektów świetlnych i kolorów. Artysta poruszał tematykę mitologiczną, biblijną i historyczną, w jego dziełach widać wyraźne wpływy manieryzmu.
Govaerts wyszkolił wielu malarzy, jego uczniami byli m.in. Hans Groenrijs (1617), Andries van den Bogaerde (1619–1620), Niclaes Aertsen, Gysbrecht van den Berch, Frans Snyders i Alexander Keirincx.